# Rolando Jorge Pires Fonseca
Rolando Jorge Pires da Fonseca (São Vicente, 31 augustus 1985) - alias Rolando - is een in Kaapverdië geboren Portugees voetballer die doorgaans als verdediger speelt. Hij werd in juli 2019 transfervrij nadat zijn contract bij Olympique Marseille afliep. Rolando debuteerde in 2009 in het Portugees voetbalelftal, waarmee hij deelnam aan het WK 2010 en het EK 2012.

## Clubcarrière

### Beginjaren
Rolando werd geboren in Kaapverdië, maar verhuisde op veertienjarige leeftijd naar Portugal. In 2006 werd hij genaturaliseerd tot Portugees. In 1999 belandde hij in de jeugdopleiding van het Portugese Campomaiorense, dat hij na vier jaar inruilde voor Belenenses. Op 28 augustus 2004 maakte hij zijn officieel debuut in het eerste elftal. Hij mocht toen 90 minuten meespelen tegen Marítimo en was goed voor een doelpunt. Vanaf dan werd de jonge verdediger een vaste waarde bij Belenenses, met wie hij in het seizoen 2005/06 maar net aan de degradatie wist te ontsnappen. Een seizoen later klom de club op naar de vijfde plaats, waardoor het in het seizoen 2007/08 mocht deelnemen aan de UEFA Cup. Dat jaar speelde Rolando ook elke competitiewedstrijd voor zijn team.

### FC Porto
Op 15 april 2008 raakte bekend dat de verdediger een contract voor vier jaar had getekend bij topclub FC Porto. In zijn eerste seizoen won hij onder coach Jesualdo Ferreira de concurrentiestrijd met Pedro Emanuel, waardoor hij samen met Bruno Alves het centrale duo in de verdediging mocht vormen. Porto won dat seizoen zowel de titel als beker en bereikte de kwartfinale van de UEFA Champions League. Rolando zelf werd in februari 2009 beloond met een eerste selectie voor de Portugese nationale ploeg.
Ook de twee volgende seizoenen bleef de in Kaapverdië geboren verdediger een titularis bij Porto. In 2010 won hij voor de tweede keer op rij de beker. Net als een jaar eerder speelde hij in de finale de volledige 90 minuten.
In de zomer van 2010 werd trainer Ferreira opgevolgd door André Villas-Boas. Ook onder de jonge coach kon Rolando op een basisplaats rekenen. In het seizoen 2010/11 won hij met Porto opnieuw de dubbel. Daarnaast bereikte de club ook de finale van de UEFA Europa League. Rolando speelde de volledige finale en zag zijn team met 1-0 winnen van Braga.
Ook het seizoen 2011/12 begon uitstekend voor de verdediger. Met twee doelpunten bezorgde Rolando zijn team in augustus 2011 de Portugese supercup. In de strijd om de UEFA Super Cup moest Porto zijn meerdere erkennen in FC Barcelona. Rolando pakte in dat duel na 86 minuten een rode kaart. Niet veel later kreeg ook zijn ploeggenoot Fredy Guarín rood. In 2012 werd de verdediger voor de derde keer in vier jaar kampioen.
Omdat Rolando vanaf het seizoen 2012/13 minder speelkansen kreeg van trainer Vítor Pereira, besloot Porto om hem in januari 2013 te verhuren aan Napoli. De Portugees kwam door de concurrentie van Hugo Campagnaro, Alessandro Gamberini en aanvoerder Paolo Cannavaro ook in Napels amper aan spelen toe. Hij kwam zeven keer in actie voor Napoli, dat het seizoen afsloot als vicekampioen.
In augustus 2013 besloot Internazionale om zowel Rolando als Hugo Campagnaro van Napoli over te nemen. Porto verhuurde Rolando voor een seizoen aan Inter, dat ook een aankoopoptie afdwong. In het team van trainer Walter Mazzarri werd de verdediger opnieuw een titularis. Hij speelde 29 wedstrijden in de Serie A, maar eindigde met Inter op een teleurstellende vijfde plaats.
Na afloop van het seizoen 2013/14 keerde Rolando terug naar Porto, waar inmiddels Julen Lopetegui coach was geworden. Ook onder de Spanjaard kon Rolando niet op een basisplaats rekenen. Inter toonde interesse om de Portugees opnieuw te huren. Op 2 februari 2015 tekende Rolando een huurcontract tot het einde van het seizoen 2014/15 bij RSC Anderlecht. De Portugees werd in Brussel verenigd met zijn vroegere ploeggenoot Steven Defour.

### Olympique Marseille
Rolando tekende in augustus 2015 een contract tot medio 2018 bij Olympique Marseille, de nummer vier van de Ligue 1 in het voorgaande seizoen. Dat nam hem na zeven jaar definitief over van Porto.

## Clubstatistieken
| Seizoen | Club                | Competitie    | Competitie | Competitie | Beker | Beker | Supercup | Supercup | Europees | Europees | Totaal | Totaal |
| Seizoen | Club                | Competitie    | Wed.       | Dlp.       | Wed.  | Dlp.  | Wed.     | Dlp.     | Wed.     | Dlp.     | Wed.   | Dlp.   |
| ------- | ------------------- | ------------- | ---------- | ---------- | ----- | ----- | -------- | -------- | -------- | -------- | ------ | ------ |
| 2004/05 | Belenenses          | Primeira Liga | 16         | 0          | 1     | 1     | —        | —        | —        | —        | 17     | 3      |
| 2005/06 | Belenenses          | Primeira Liga | 25         | 3          | 0     | 0     | —        | —        | —        | —        | 25     | 3      |
| 2006/07 | Belenenses          | Primeira Liga | 26         | 0          | 2     | 0     | —        | —        | —        | —        | 28     | 0      |
| 2007/08 | Belenenses          | Primeira Liga | 30         | 2          | 1     | 0     | —        | —        | 2        | 0        | 33     | 2      |
| 2008/09 | FC Porto            | Primeira Liga | 28         | 3          | 0     | 4     | 0        | 0        | 10       | 1        | 42     | 4      |
| 2009/10 | FC Porto            | Primeira Liga | 28         | 3          | 7     | 2     | 1        | 0        | 7        | 1        | 43     | 6      |
| 2010/11 | FC Porto            | Primeira Liga | 29         | 0          | 6     | 1     | 1        | 1        | 15       | 2        | 50     | 3      |
| 2011/12 | FC Porto            | Primeira Liga | 26         | 1          | 2     | 0     | 1        | 2        | 8        | 0        | 37     | 3      |
| 2012/13 | FC Porto            | Primeira Liga | 1          | 0          | 1     | 0     | 0        | 0        | 0        | 0        | 2      | 0      |
| 2012/13 | → Napoli            | Serie A       | 7          | 0          | 0     | 0     | 0        | 0        | 2        | 0        | 9      | 0      |
| 2013/14 | → Internazionale    | Serie A       | 29         | 4          | 0     | 0     | —        | —        | —        | —        | 29     | 4      |
| 2014/15 | FC Porto            | Primeira Liga | 0          | 0          | 0     | 0     | —        | —        | 0        | 0        | 0      | 0      |
| 2014/15 | → RSC Anderlecht    | Eerste klasse | 6          | 0          | 1     | 0     | 0        | 0        | 2        | 0        | 9      | 0      |
| 2015/16 | Olympique Marseille | Ligue 1       | 19         | 1          | 5     | 0     | —        | —        | 5        | 0        | 29     | 1      |
| 2016/17 | Olympique Marseille | Ligue 1       | 30         | 4          | 5     | 0     | —        | —        | —        | —        | 35     | 4      |
| 2017/18 | Olympique Marseille | Ligue 1       | 31         | 0          | 3     | 0     | —        | —        | 12       | 0        | 46     | 0      |
| 2018/19 | Olympique Marseille | Ligue 1       | 9          | 0          | 2     | 0     | —        | —        | 1        | 0        | 12     | 0      |
| Totaal  | Totaal              | Totaal        | 333        | 21         | 35    | 8     | 3        | 3        | 62       | 4        | 427    | 36     |

## Interlandcarrière
Rolando werd geboren in Kaapverdië, maar koos voor het nationale team van Portugal. Rolando maakte deel uit van de selectie voor het wereldkampioenschap voetbal 2010. Hij nam met Portugal eveneens deel aan het EK 2012 in Polen en Oekraïne. Bij dat laatste toernooi werd de ploeg van bondscoach Paulo Bento in de halve finales na strafschoppen (2-4) uitgeschakeld door titelverdediger Spanje. In de reguliere speeltijd plus verlengingen waren beide ploegen blijven steken op 0-0.

## Erelijst
| UEFA Europa League            | 1x | 2010/11                   |
| Kampioen Primeira Liga        | 3x | 2008/09, 2010/11, 2011/12 |
| Taça de Portugal              | 3x | 2008/09, 2009/10, 2010/11 |
| Supertaça Cândido de Oliveira | 4x | 2009, 2010, 2011, 2012    |